# Dörte Lütvogt
Dörte Lütvogt (geboren am 10. September 1968) ist eine deutsche Slawistin und Literaturwissenschaftlerin.

## Leben und Wirken
Dörte Lütvogt studierte von 1988 bis 1997 Slawistik, Volkswirtschaftslehre und Politikwissenschaft in Göttingen und Krakau. Von 1998 bis 2003 promovierte sie in polnischer Literatur an der Johannes Gutenberg-Universität in  Mainz.
Lütvogts Interessensgebiete sind die slawischen Literaturen, vor allem die polnische. Es geht ihr dabei um einen interdisziplinären Ansatz, der der Komplexität der zu erforschenden Texte Rechnung trägt. In ihren Abschlussarbeiten untersuchte sie Texte von Wisława Szymborska und Olga Tokarczuk.

## Bibliografie
- Untersuchungen zur Poetik der Wisława Szymborska. Harrassowitz, Wiesbaden 1998, ISBN 3-447-03309-6.
- Raum und Zeit in Olga Tokarczuks Roman „Prawiek i inne czasy (Ur- und andere Zeiten)“. Dissertation Univ. Mainz, 2003; zugleich Lang, u. a. Frankfurt a. M. 2004 ISBN 978-3-631-51891-5.
- Zeit und Zeitlichkeit in der Dichtung Wisława Szymborskas. Sagner, München 2007, ISBN 978-3-87690-914-1.

## Auszeichnungen
- 2004: Preis der Johannes Gutenberg-Universität Mainz für die jahrgangsbeste Dissertation einer Fakultät[1]